# Cadulus gracilis
Cadulus gracilis är en blötdjursart som beskrevs av John Gwyn Jeffreys 1877. Cadulus gracilis ingår i släktet Cadulus och familjen Gadilidae. Inga underarter finns listade i Catalogue of Life.